# 上三宮駅
上三宮駅（かみさんみやえき）は、福島県喜多方市にあった日本国有鉄道（国鉄）日中線の駅（廃駅）である。日中線の廃止にともない、1984年（昭和59年）に廃止された。

## 駅構造
単式ホーム1面1線の地上駅であった。また、貨物扱い時代の名残として、喜多方側に側線1本を有した。
日中線の各駅は、開業時には全て有人駅であり、各駅とも重厚な駅舎が存在したが、当駅は無人化後にボヤのために改築され、廃止直前の駅舎は簡易な木造駅舎であった。

## 歴史
- 1938年（昭和13年）8月18日：開業[1]。一般駅。
  - 当時の所在地表記は福島県耶麻郡上三宮村大字上三宮であった[1]。
- 1957年（昭和32年）7月1日：貨物、荷物取り扱い廃止[2][3]。駅員無配置駅となる[4]。
- 1974年（昭和49年）10月1日：貨物、荷物取り扱い再開[2]。一般駅[2]。
- 1980年（昭和55年）2月10日：貨物取り扱い廃止[2]。
- 1984年（昭和59年）
  - 2月1日：荷物取り扱い廃止[2]。
  - 4月1日：廃線に伴い廃止[2]。

## 現状
駅舎は撤去され、構内跡地は福島県道335号大平喜多方線として整備されている。駅前通りは広くなったが現存している。駅跡近くの道路沿いには、再現された駅名標が建っている。旧上三宮駅手前に架かっていた押切川橋梁は福島県道335号線の願成寺橋として架け替えられた。

## 隣の駅
日本国有鉄道
日中線
会津村松駅 - 上三宮駅 - 会津加納駅